# إيثان ألين (لاعب كرة قاعدة)
إيثان ألين (بالإنجليزية: Ethan Allen)‏ هو لاعب كرة قاعدة أمريكي، ولد في 1904 في سينسيناتي في الولايات المتحدة، وتوفي في 15 سبتمبر 1993 في بروكينغز في الولايات المتحدة.

## وصلات خارجية
- إيثان ألين على موقعبيزبول رفرنس.كوم (الدوري الرئيسي) (الإنجليزية)
- إيثان ألين على موقع جمعية أبحاث البيسبول الأمريكية (الإنجليزية)
- إيثان ألين على موقع مشجعي الرسوم البيانية (الإنجليزية)